# Sông Cái Phan Thiết
Sông Cái Phan Thiết, tên khác: Sông Quao, là một con sông đổ ra Biển Đông. Sông Cái Phan Thiết chảy qua các tỉnh Lâm Đồng, Bình Thuận.

## Dòng chảy
Sông có chiều dài 92 km và diện tích lưu vực là 1.239 km². Chiều dài lưu vực 54 km, chiều rộng bình quân lưu vực 19 km, mật độ lưới sông 0,44 km/km², hệ số uốn khúc sông 2,5. Trên thượng nguồn sông Quao, tại xã Hàm Trí, huyện Hàm Thuận Bắc đã xây hồ chứa nước sông Quao với dung tích 73 triệu m³.
Sông bắt nguồn từ sườn nam vùng núi cao phía Tây thuộc cao nguyên Bảo Lộc – Di Linh (tỉnh Lâm Đồng) trên 1.600 m ở phần nam xã Gung Ré huyện Di Linh tỉnh Lâm Đồng, sát với quốc lộ 28, và có tên Đa Kron. 11°24′45″B 108°04′35″Đ / 11,412395°B 108,076436°Đ. Chảy theo hướng Tây Bắc – Đông Nam sau khi qua khỏi hồ sông Quao sông chuyển hướng Bắc – Nam.
Sông chảy sang huyện Hàm Thuận Bắc, qua thị trấn Ma Lâm và đổ ra vịnh Phan Thiết ở thành phố Phan Thiết tại cửa Phú Hài . 10°56′07″B 108°08′16″Đ / 10,935399°B 108,137858°Đ